# Pleocnemia hemiteliiformis
Pleocnemia hemiteliiformis là một loài thực vật có mạch trong họ Dryopteridaceae. Loài này được (Racib.) Holttum miêu tả khoa học đầu tiên năm 1951.